# Сенрю
Сенрю (яп. 川柳, річкова верба) — жанр японської середньовічної поезії гумористичного характеру, що виник в період Едо (напочатку XVIII століття). Назва походить від псевдоніму поета Караї Масаміті. Розвинувся з хайку. Розвиток набув у 1750-х роках.

## Характеристика
Сенрю являє собою тривірш, що складається з рядків довжиною в 5, 7 і 5 складів. На відміну від ліричного жанру хайку, сенрю — жанр сатирично-гумористичний, далекий від милування красою природи. Характерно, що сенрю зазвичай не містять кіґо — вказівки на одну з чотирьох пір року, обов'язкового для класичного хайку. Сенрю не переслідувались владою, як це траплялося з іншими сатиричними творами.
Походять з народної гумористичної традиції. Зовні, за своїм змістом, сенрю схожі на європейські анекдоти, але між сенрю і європейською традицією є принципова різниця: в основі сенрю було серйозне ідеологічне обґрунтування, його автори не вважали себе поетами, що поступаються в естетиці поетам минулих діб.
За змістом сенрю в легкій жартівливій формі малювали побут ремісників і купецтва, одночасно висміюючи найвідразливіші риси самураїв і даймьо. Перейнята бадьорістю й оптимізмом, сенрю відрізняється стислістю і виразністю, лаконічністю і добродушним гумором.